# Тома Карайовов
Тома Карайовов (псевдонім Клубський; 1868, Скоп'є, Османська імперія (нині Македонія) —  2 грудня 1950, Софія, Болгарія) —  видатний болгарський революціонер, член Верховного македонсько-одринського комітету, публіцист, політик, дипломат і громадський діяч.

## Біографія
Народився близько 1868 р. в Скоп'є, потім в Османській імперії. Був сином видатного болгарського громадського діяча Івана Карайовова, одного з лідерів боротьби за окрему болгарську церкву в Скоп'є. Закінчив Болгарську чоловічу гімназію в Салоніках і право у Вищій школі в Софії.
10 лютого 1885 р. став членом Болгарського таємного центрального революційного комітету в Пловдиві і брав участь у об'єднанні Болгарії.
У 1892 Карайовов був одним із засновників Товариства молодих македонських літераторів у Софії. Творець і секретар "Братського Союзу". У 1895 закінчив право в Софійському університеті. У 1895 р. на ІІ-му Конгресі македонської організації в Софії був обраний членом Верховного комітету. У 1896 р. був редактором газети "Право". З 1897 по 1900 рр. був секретарем болгарських торгових агентств в Бітолі і Едірне. З 1900 по 1901 - редактором газети "Пряпорец", органу Демократичної партії Болгарії. 

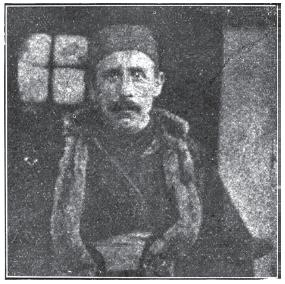
Іван Карайовов, батько Томи Карайовова

Під час розколу ВМОК став віце-головою крила Христо Станішева, який активно співпрацював з ВМОРО проти крила Стояна Михайловського – генерала Івана Цончева. Христо Силянов пише: 
| " | ... T. Карайовов і Нікола Наумов – перший сильний у своїй діалектиці, другий з його зіпсованим язиком, був головним писарем. Вони експортували концептуальну і звичайну газетну полеміку проти "верховенства". | " |

Редактор газети «Автономія» – органу ВМОРО (1903). У 1903 опублікував свою книгу „Македонските искания и дипломацията“, в якій розробив ідею ВМОРО щодо автономії Македонії.
У 1904 році почав працювати секретарем дипломатичного агентства у Відні (до 1905), начальником ІІ-го політичного відділу (1905-1906), секретарем дипломатичного агентства в Римі (1907-1908).
Редагує газету "Пряпорец" у Софії.
Після молодотурецької революції в 1908 році Карайовов був одним із організаторів Спілки болгарських конституційних клубів і був обраний президентом I і II конгресу. У 1909 р. видавав газету Партії "Отечество". Після розпуску партії повернувся на роботу в МЗС і з 1910 по 1912 рр. перебував на дипломатичній службі в Санкт-Петербурзі. У 1913 р. очолював інформаційне відділення МЗС, а під час Першої світової війни (1915 – 1918 рр.) – голова ради директорів Комерційного банку в Скоп'є і представник дирекції з економічної допомоги та громадської ощадливості у Німеччині. Після Першої світової війни був іноземним представником ВМОРО.
Після воєн в 1923 р. Карайовов був одним із засновників Македонського науково-дослідного інституту та його дійсним членом. У 1924 році болгарський генеральний консул в Албанії. Був делегатом на Шостому з'їзді ВМРО в 1925 р. Співпрацював з журналом «Отець Паїсій». У 1933 – редактор газети «Булгари».
Часто їздив до Відня та Європи з місіями ВМОРО. Георгій Занков називає його: 
| " | незамінним керівником зовнішньополітичного відомства ВМОРО Софії. | " |

Тома Карайовов не визнає існування македонської нації і пише у щоденнику: 
| " | 12 червня 1939 18 травня – Спасовден – два рази говорив з двома студентами в Белграді – синами Пане Чакарова зі Скоп'є. Вони обидва вперто дотримуються нової національної ідеології, введеної комуністами – нової македонської нації. Я хотів переконати їх: 1. Що немає македонської національності, тому що немає македонської культури, македонської літературної мови та македонської історії. 2. Що суть життя македонського населення протягом століть – болгарська, або – боротьба греків, сербів і турків для витіснення болгарів... | " |

Помер 2 грудня 1950 р. в Софії.
Його особистий архів зберігається у фонді 1079К у Центральному державному архіві. Він складається з 622 архівних одиниць періоду 1866-1945 рр.